# Ten Noey

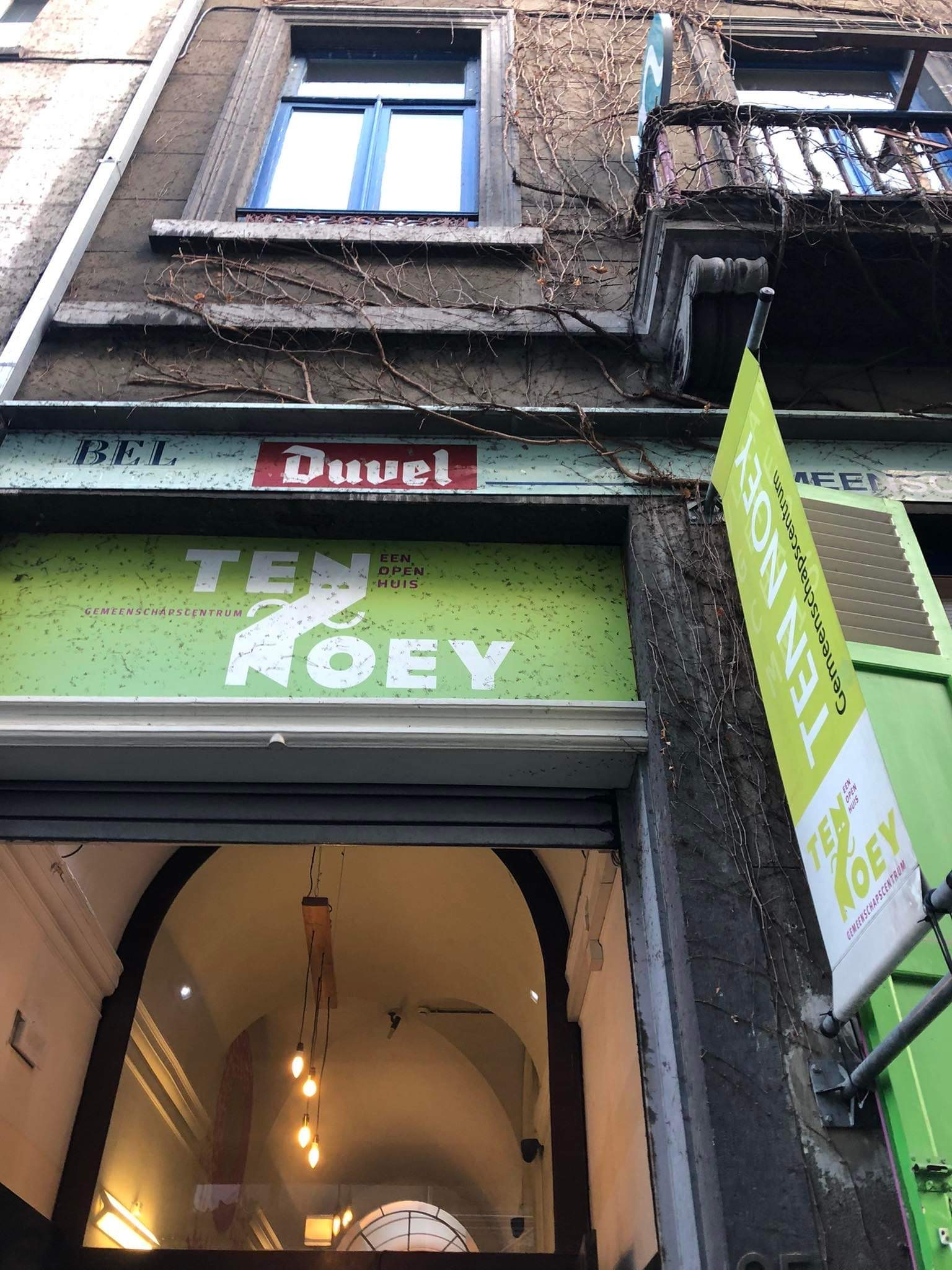
De ingang van Ten Noey

Ten Noey is een Nederlandstalig gemeenschapscentrum gelegen in Sint-Joost-ten Node. Het is één van de 22 Brusselse gemeenschapscentra. Het werkgebied van Ten Noey is Sint-Joost-ten-Node en Brussel Leopoldswijk. Ten Noey bestaat sinds begin jaren '70. Het gemeenschapscentrum is ontstaan voor de Nederlandstaligen die zich onderdrukt voelden in een overwegend Franstalige context. De naam Ten Noey is een verbastering van Ten Node, de oorspronkelijke naam van Sint-Joost-ten-Node. Ten Node betekent 'in de vallei' (van de Maalbeek). 

## Locatie
GC Ten Noey is gesitueerd in de gemeentestraat 25, Sint-Joost-ten-Node. Het gemeenschapscentrum richt zich op ontmoetingen met individuen en organisaties. Het is opgericht voor de lokale gemeenschap.

## Activiteiten
Ten Noey organiseert verschillende activiteiten om mensen uit de lokale gemeenschap samen te brengen. Het gemeenschapscentrum biedt vooral cursussen, speelweken en sportkampen aan. De meeste activiteiten worden georganiseerd voor kinderen. De leeftijdsgroepen worden verdeeld in 5 leeftijdscategorieën. Activiteiten voor volwassenen worden opgedeeld in 18+ en 50+. Op de website van Ten Noey kan een bezoeker van het gemeenschapscentrum zelf een activiteit voorstellen of zichzelf opgeven om reeds bestaande activiteiten mee te begeleiden. Daarnaast biedt Ten Noey ook scholenwerkingen aan. SchoolpodiumNoord is een initiatief voortgekomen uit een samenwerking van gemeenschapscentra De Kriekelaar, De Linde, Everna en Ten Noey. Dit initiatief zorgt voor een divers programma aan activiteiten tijdens de schooluren. Deze activiteiten zijn beschikbaar voor de scholen van Schaarbeek, Haren, Evere en Sint-Joost-ten-Node. 